# 야누시 피치아크페치아크
야누시 게라르트 피치아크페치아크(폴란드어: Janusz Gerard Pyciak-Peciak, 1949년 2월 9일~)는 폴란드의 근대5종 선수로 1976년 하계 올림픽 남자 개인전 금메달을 획득했다.